# Richard Sudhalter
Richard Merrill „Dick“ Sudhalter (* 28. Dezember 1938 in Boston, Massachusetts; † 19. September 2008 in Manhattan, New York) war ein US-amerikanischer Trompeter (Kornett) des Traditional Jazz und Jazzautor, Journalist und Jazzhistoriker.

## Leben
Sudhalter wuchs in Newton (Massachusetts) auf. Sein Vater spielte Altsaxophon, und Sudhalter begann mit 12 Kornett zu lernen. Als Teenager spielte er in Bostoner Nightclubs. Er studierte dann Musik und Englische Literatur am Oberlin College. 1960 ging er nach Europa (England, Österreich, Deutschland), wo er gleichzeitig als Musiker und Journalist (teilweise unter dem Pseudonym Art Napoleon) arbeitete. 1964 bis 1972 war er für United Press International in London und u. a. deren Korrespondent während der Niederschlagung des Prager Frühlings 1968, als Berichterstatter über Großbritannien, Jugoslawien und Deutschland. Daneben spielte er mit seinen „Anglo American All Stars“ und baute das „New Paul Whiteman Orchestra“ in England mit auf. Er schrieb auch als Freelancer für Newsweek und andere Magazine. In Jazz Zeitschriften verwendete er auch das Pseudonym Art Napoleon.
Er spielte u. a. mit Ben Webster, Dexter Gordon, Vic Dickenson, Pee Wee Russell, Roger Kellaway und mit seinem Vorbild Bobby Hackett auf dessen England-Tournee. Nach seiner Rückkehr in den USA arbeitete er als Freelancer u. a. mit der „New York Jazz Repertory Company“ und dem „Classic Jazz Quartet“ (mit Dick Wellstood und Marty Grosz) sowie eigenen Gruppen (einem New Paul Whiteman Orchestra, „Primus Inter Pares Jazz Ensemble“). Daneben schrieb er für die „New York Post“ und hatte eine eigene Radiosendung im American Public Radio über traditionellen Jazz aus dem „Vineyard Theatre“ in New York. Er tourte bis in die 2000er Jahre regelmäßig in Europa.
Sudhalter wurde auch durch seine Bücher zur Jazzgeschichte bekannt. 1974 erschien seine viel gelobte Biographie (mit den Ko-Autoren Philip Evans und William Dean-Myatt) über Bix Beiderbecke „Bix – Man and Legend“ (die Solos von Beiderbecke spielte er u. a. auf seiner Tournee mit Hackett). 1999 erschien sein „Lost Chords – White Musicians And Their Contribution to Jazz 1915–1945“. 2001 erschien „Stardust Melody“, seine Biographie von Hoagy Carmichael (für den er 1979 auch ein Tribute-Konzert arrangierte). Für Liner Notes erhielt er in den 1980er Jahren mehrere Grammys.
Als Konzert-Promoter gestaltete er in entscheidender Weise die Jazz-Festivals von Nizza Mitte der 1970er Jahre – als verlängerter Arm von Festival-Impresario George Wein kombinierte er aus den anwesenden Musikern jeden Tag neue und oft auch gewagte Zusammenstellungen, die meist hörenswerte Ergebnisse brachten.
2003 erlitt er schwere Schlaganfälle, unterrichtete danach zunächst weiter am Dix Hills College in New York, erkrankte dann aber an Multisystematrophie (MSA). Für seine Krankenhauskosten wurden mehrere Benefizkonzerte veranstaltet.
Die Saxophonistin Carol Sudhalter ist seine Schwester.